# Renzo Palmer
Renzo Palmer, pseudonimo di Lorenzo Bigatti (Milano, 20 dicembre 1930 – Milano, 3 giugno 1988), è stato un attore, doppiatore e conduttore televisivo italiano.

## Biografia
Figlio adottivo dell'attrice di prosa Kiki Palmer (dalla quale ereditò il nome d'arte), esordì in radio nel 1955 dopo essere stato notato in un provino per cantanti, e lavorò per due anni nella compagnia di prosa di Radio Roma. Del 1957 è il suo debutto teatrale al Piccolo di Milano nella rivista I pallinisti, cui seguirono a breve L'anfitrione e La locandiera. Fu però la televisione a rivelarsi probabilmente il mezzo più congeniale alle doti dell'attore: L'avaro di Molière (1958) segnò l'inizio di una lunga serie di successi e gli assicurò in seguito popolarità e soddisfazioni professionali.
Tra i numerosi sceneggiati televisivi e telefilm cui prese parte vanno ricordati Mont Oriol (1958), Tutto da rifare pover'uomo (1960), Una tragedia americana (1962), Questa sera parla Mark Twain (1965), Vita di Dante (1965), Vita di Cavour (1967), Caravaggio (1967), alcuni episodi della serie Nero Wolfe (1969-1971) nel ruolo dell'ispettore Cramer, Dedicato a un bambino (1971), Riuscirà il cav. papà Ubu? (1971), Sul filo della memoria (1972), Napoleone a Sant'Elena (1973), Puccini (1973), L'assassinio dei fratelli Rosselli (1974), Delitto sulle punte (1977), Il balordo, come voce narrante fuori campo, Ricatto internazionale (1980) e Verdi (1982), dove, a distanza di 15 anni riprende il personaggio di Cavour.
Per qualche anno condusse in Rai Oggi le comiche, programma in onda all'ora di pranzo del sabato, che lo rese popolare anche tra i più giovani. Non abbandonò mai, tuttavia, il mezzo che aveva visto i suoi esordi artistici, prendendo parte negli anni a numerosi programmi radiofonici, soprattutto di varietà: da La trottola (1964) a Passaporto per Eva (1964, in cui impersonava Adamo), dalle numerose partecipazioni a Gran varietà ad Il... senzatitolo (1967), ed ancora Questo sì, questo no (1970), Indianapolis (1971), Le ballate dell'italiano di Jurgens (1972) fino alla "rivistina della domenica" Il ghiro e la civetta (1974).
Attore versatile, ironico e con una voce all'occorrenza modulabile nei toni più bonari e divertenti (per la televisione ha doppiato alcuni personaggi dei cartoni animati, come Braccobaldo e Svicolone), talvolta Palmer è stato anche conduttore radiofonico: nel febbraio 1970 e nel novembre 1972 fu ai microfoni di Voi e io, popolare trasmissione mattutina del Programma Nazionale tutti i giorni dal lunedì al sabato dalle 9,15 alle 11,30; nel 1978 sostituì Arnoldo Foà alla conduzione del radioquiz Il gambero, fino alla chiusura del programma il 25 marzo 1979, mentre nel 1984 presentò, insieme a Patrizia Terreno, Dalla A alla Z, il "dizionario di situazioni e sentimenti" di Ermanno Anfossi. Come doppiatore ha prestato la voce a Oliver Reed e Anthony Quinn.
In televisione Palmer condusse, affiancato da Antonella Consorti, la prima stagione del quiz poliziesco Giallo sera (1983) che riscosse un grande successo di pubblico. L'ultima sua apparizione radiofonica fu nel radiodramma Un'altra mattina — di Manlio Santarelli (regia di Marco Parodi) — di cui fu protagonista accanto a Rita Savagnone. 
Morì nella sua abitazione a Milano la sera del 3 giugno 1988 a causa di un cancro; dopo il funerale celebrato nella chiesa di San Fedele, venne sepolto nel cimitero monumentale di Milano.

## Filmografia

### Cinema
- Chi si ferma è perduto, regia di Sergio Corbucci (1960)
- Un dollaro di fifa, regia di Giorgio Simonelli (1960)
- Il federale, regia di Luciano Salce (1961)
- Pugni pupe e marinai, regia di Daniele D'Anza (1961)
- Totòtruffa '62, regia di Camillo Mastrocinque (1961)
- La viaccia, regia di Mauro Bolognini (1961)
- Il pianeta degli uomini spenti, regia di Antonio Margheriti (1961)
- Giallo a Firenze (Escapade in Florence), regia di Steve Previn (1962)
- Obiettivo ragazze, regia di Mario Mattoli (1963)
- Il figlio del circo, regia di Sergio Grieco (1963)
- D'Artagnan contro i 3 moschettieri, regia di Fulvio Tului (1963)
- La ragazza in prestito, regia di Alfredo Giannetti (1964)
- Frenesia dell'estate, regia di Luigi Zampa (1964)
- Cavalca e uccidi, regia di José Luis Borau (1964)
- La vendetta della signora, regia di Bernhard Wicki (1964)
- Sette uomini d'oro, regia di Marco Vicario (1965)
- Con rispetto parlando, regia di Marcello Ciorciolini (1965)
- Per un pugno di canzoni, regia di José Luis Merino (1966)
- Il ladro della Gioconda, regia di Michel Deville (1966)
- Tre notti violente, regia di Nick Nostro (1967)
- Diabolik, regia di Mario Bava (1968)
- Tre passi nel delirio, regia di Roger Vadim e Federico Fellini (1968)
- Buonasera, signora Campbell (Buona sera, Mrs. Campbell), regia di Melvin Frank (1968)
- Il castello di carte (House of Cards), regia di John Guillermin (1968)
- La battaglia d'Inghilterra di Enzo G. Castellari (1969)
- Un detective, regia di Romolo Guerrieri (1969)
- Nonostante le apparenze... e purché la nazione non lo sappia... All'onorevole piacciono le donne, regia di Lucio Fulci (1972)
- Tedeum, regia di Enzo G. Castellari (1972)
- Rappresaglia, regia di George Pan Cosmatos (1973)
- Rugantino, regia di Pasquale Festa Campanile (1973)
- Il cittadino si ribella, regia di Enzo G. Castellari (1974)
- Zanna Bianca alla riscossa, regia di Tonino Ricci (1974)
- Nipoti miei diletti, regia di Franco Rossetti (1974)
- Perché si uccide un magistrato, regia di Damiano Damiani (1975)
- Vai gorilla, regia di Tonino Valerii (1975)
- Cassandra Crossing (The Cassandra Crossing), regia di George Pan Cosmatos (1976)
- Il grande racket, regia di Enzo G. Castellari (1976)
- Il soldato di ventura, regia di Pasquale Festa Campanile (1976)
- La legge violenta della squadra anticrimine regia di Stelvio Massi (1976)
- Il mostro, regia di Luigi Zampa (1977)
- Il cinico, l'infame, il violento, regia di Umberto Lenzi (1977)
- Goodbye & Amen, regia di Damiano Damiani (1977)
- Mani di velluto, regia di Castellano e Pipolo (1979)
- La dottoressa preferisce i marinai, regia di Michele Massimo Tarantini (1981)
- La famiglia, regia di Ettore Scola (1987)

### Televisione
- La spada di Damocle di Alfredo Testoni, regia di Vittorio Cottafavi, trasmessa il 14 novembre 1958.
- I masnadieri di Friedrich Schiller, regia di Anton Giulio Majano, trasmesso il 2 ottobre 1959.
- Il potere e la gloria di Graham Greene, regia di Mario Ferrero, trasmesso il 2 aprile 1965.
- Addio giovinezza! di Sandro Camasio e Nino Oxilia, regia di Silverio Blasi, trasmesso il 7 maggio 1965.
- Vita di Cavour, regia di Piero Schivazappa – miniserie TV (1967)
- Non cantare, spara, regia di Daniele D'Anza (1968)
- Oggi le comiche – programma TV antologico (1968-1977) - conduttore
- Nero Wolfe – serie TV (1969-1971)
- Riuscirà il cav. papà Ubu?, regia di Vito Molinari e Beppe Recchia – miniserie TV (1971)
- Tre camerati, regia di Lyda C. Ripandelli – miniserie TV (1973)
- Napoleone a Sant'Elena, regia di Vittorio Cottafavi – miniserie TV (1973)
- L'assassinio dei fratelli Rosselli, regia di Silvio Maestranzi – miniserie TV (1974)
- Ligabue, regia di Salvatore Nocita – miniserie TV (1977)
- Il furto della Gioconda, regia di Renato Castellani – miniserie TV (1978)
- Giallo sera, regia di Mario Caiano – programma TV (1983) - conduttore
- I racconti del maresciallo, regia di Giovanni Soldati – miniserie TV (1984)
- Cuore di mamma, regia di Gioia Benelli – film TV (1988)

## Teatro

### Commedia musicale
- Enrico '61 di Garinei e Giovannini. Teatro Lirico di Milano (26 novembre 1961)
- Chi ha paura di Virginia Woolf di Edward Albee (1977)

## Doppiaggio

### Cinema
- Dirk Bogarde in Il coraggio e la sfida, Victim, Troppo caldo per giugno, Il sole scotta a Cipro, Tutte le sere alle nove
- Oliver Reed in I diavoli, Marlowe indaga, Ballata macabra, Brood - La covata malefica
- Richard Harris in Cromwell, Uomo bianco, va' col tuo dio!
- Telly Savalas in Amici e nemici, Una ragione per vivere e una per morire
- Rod Taylor in Intrighi al Grand Hotel
- Zero Mostel in Per favore, non toccate le vecchiette
- Michael Caine in Ipcress
- Albert Finney in Sabato sera, domenica mattina
- Charles Bronson in Sole rosso
- Ray McAnally in Mission
- Warren Oates in Voglio la testa di Garcia
- Walter Matthau in Fiore di cactus
- Tony Curtis in Gli ultimi fuochi
- Christopher Plummer in La caduta dell'Impero romano
- Jean-Paul Belmondo in Lo sciacallo
- Frank Wolff in Ammazzali tutti e torna solo
- Jack Warden in La mia pistola per Billy
- Robert Mitchum in  Yakuza
- Salvatore Borgese in La battaglia di El Alamein
- Stanley Baxter in La signora sprint
- Tatsuya Mihashi in Tora! Tora! Tora!
- Raymond Pellegrin in Da parte degli amici: firmato mafia!
- Jean Claudio in Il vendicatore mascherato
- John Smith in Il circo e la sua grande avventura
- Renato Salvatori in Vacanze d'inverno
- Godfrey Cambridge in L'uomo caffelatte
- Gianni Musy in Caporale di giornata, Il sogno di Zorro
- Marc Michel in La bugiarda
- John Steiner in L'asino d'oro: processo per fatti strani contro Lucius Apuleius cittadino romano

### Televisione
- Robert Hoffmann in Le avventure di Robinson Crusoe
- Larry Storch in I forti di Forte Coraggio
- Dick Van Patten in   La famiglia Bradford

### Animazione
- Braccobaldo Bau nel Braccobaldo Show
- Papà Toposkovich in Fievel sbarca in America